# Kościół Świętych Apostołów Piotra i Pawła w Kamiennej Górze
Kościół Świętych Apostołów Piotra i Pawła – rzymskokatolicki kościół parafialny należący do dekanatu Kamienna Góra Wschód diecezji legnickiej.

## Historia
Pierwotna świątynia była wzmiankowana w 1295 roku. Prezbiterium obecnej budowli zostało wybudowane w XIV wieku, z kolei nawa została wzniesiona w końcu XVI wieku, całość została przebudowana w XVIII wieku i w 1885 roku oraz odrestaurowana w 1960 roku. Budowla jest orientowana, murowana, trójnawowa, posiadająca prostokątne prezbiterium oraz wieżę od strony zachodniej. We wnętrzu znajdują się empory rozdzielone kolumnami toskańskimi i półkolistymi arkadami umieszczonymi nad nawami bocznymi korpusu. Prezbiterium jest nakryte sklepieniem krzyżowo-żebrowym, nawy są nakryte sklepieniem kolebkowym z lunetami, ozdobionymi dekoracją stiukową. We wnętrzu jest umieszczony gotycki, rzeźbiony tryptyk wykonany na początku XVI wieku, ambona w stylu rokokowym oraz kilkanaście nagrobków powstałych w XVI i XVII wieku. W 1972 roku kościół ozdobiono nową polichromią wg projektu Jana Molgi.

## Galeria

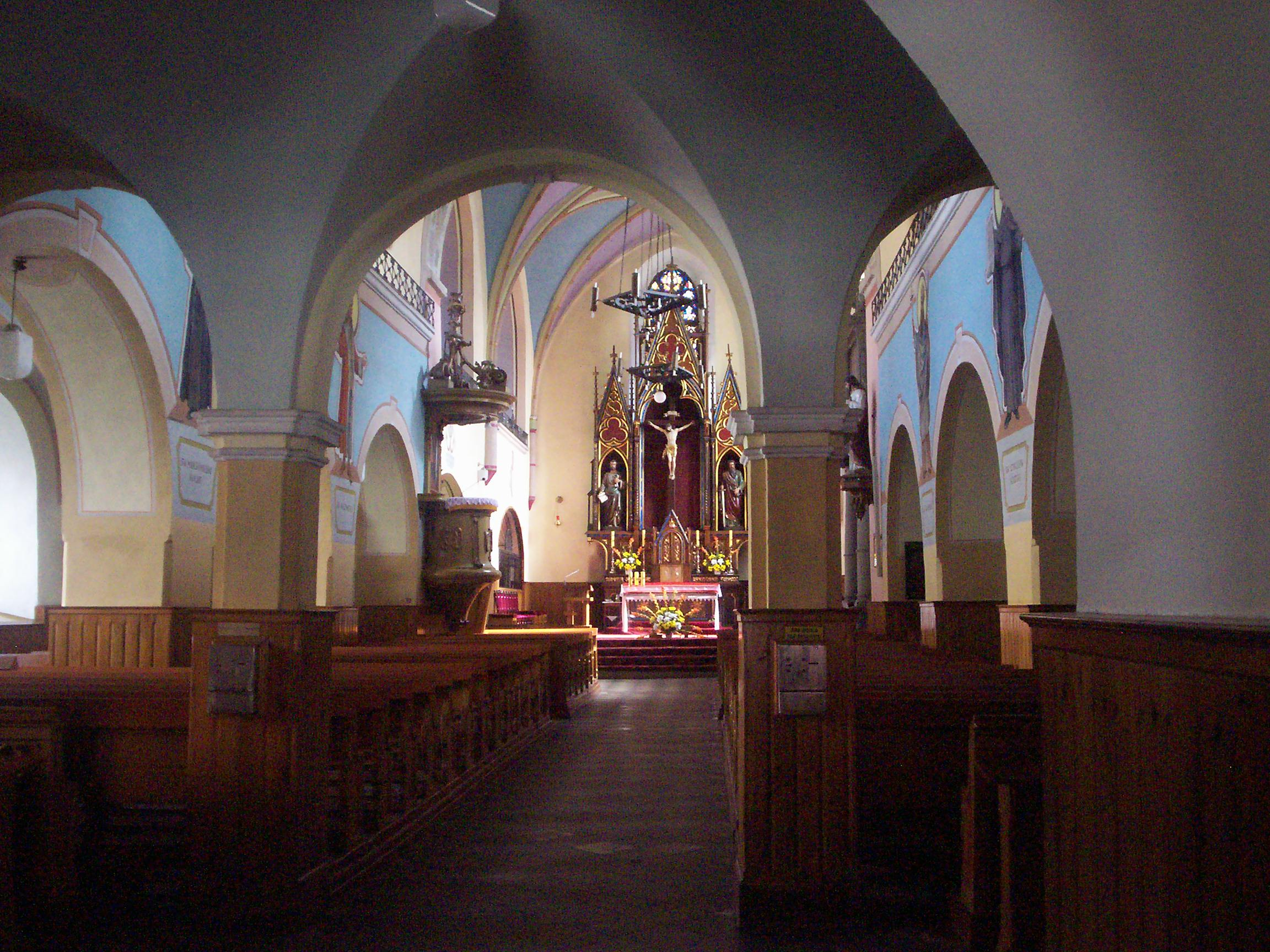
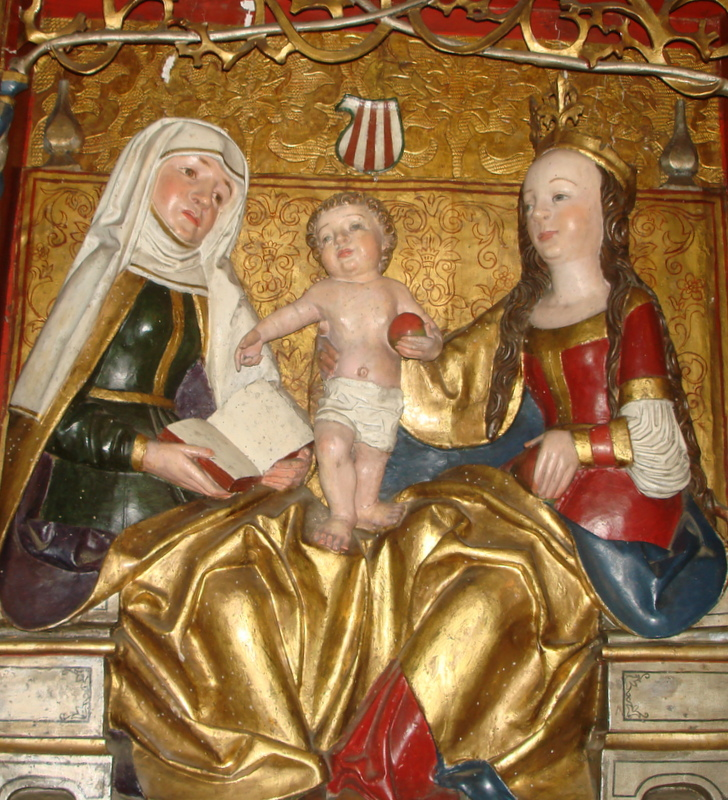
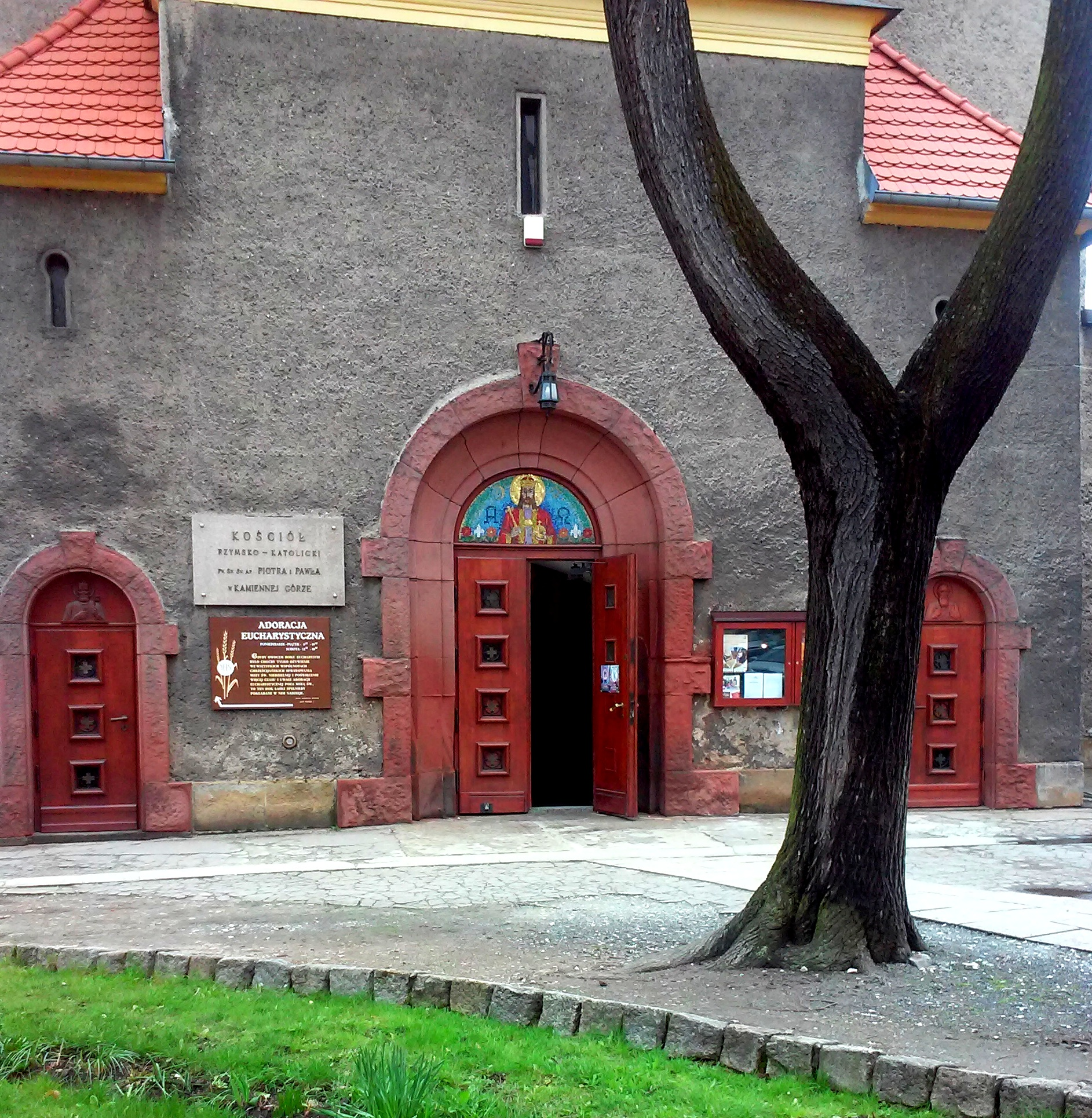
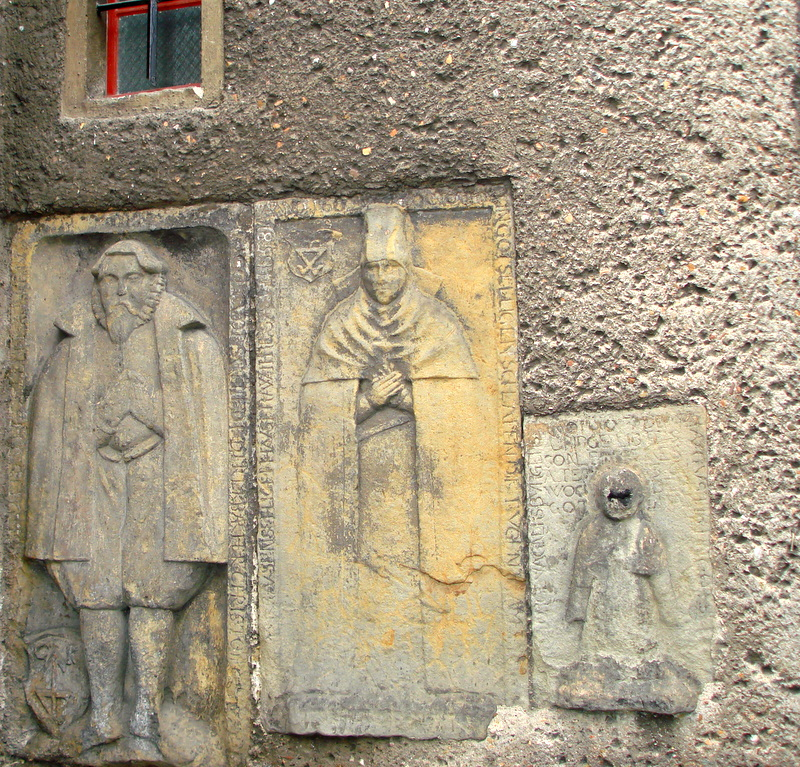